# Tacx Pro Classic 2018
La 10.ª edición de la clásica ciclista Tacx Pro Classic se celebró en los Países Bajos el 13 de octubre de 2018 sobre un recorrido de 200 kilómetros con inicio en la ciudad de Middelburg y final en la isla artificial de Neeltje-Jans.
La carrera formó parte del UCI Europe Tour 2018, dentro de la categoría 1.1, y fue ganada por el neerlandés Peter Schulting del Monkey Town Continental. Los belgas Dries De Bondt del Vérandas Willems-Crelan y Jérôme Baugnies del Wanty-Groupe Gobert completaron el podio como segundo y tercer clasificado respectivamente.

## Equipos participantes
Tomaron parte en la carrera 18 equipos: 3 de categoría UCI WorldTeam; 6 de categoría Profesional Continental; y 9 de categoría Continental. Formando así un pelotón de 115 ciclistas de los que acabaron 52. Los equipos participantes fueron:
| WorldTeams (3)- Lotto NL-Jumbo - EF Education First-Drapac p/b Cannondale - Lotto Soudal Equipos continentales profesionales (6)- Cofidis, Solutions Crédits - Roompot-Nederlandse Loterij - Direct Énergie - Sport Vlaanderen-Baloise - Wanty-Groupe Gobert - Vérandas Willems-Crelan Equipos continentales (9)- Development Team Sunweb - Alecto - BEAT Cycling Club - Destil-Parkhotel Valkenburg - Delta Cycling Rotterdam - Monkey Town Continental - Metec-TKH Continental Cyclingteam p/b Mantel - SEG Racing Academy - Vlasman Track/Road Continental |
| |

## Clasificación final
- Las clasificaciones finalizaron de la siguiente forma:[3]

| \| Clasificación general \| Clasificación general \| Clasificación general \| Clasificación general \| Clasificación general \| \| Ciclista \| Ciclista \| Equipo \| Tiempo \| \| \| --------------------- \| --------------------- \| -------------------------- \| --------------------- \| --------------------- \| \| 1.º \| Peter Schulting \| Monkey Town Continental \| 3 h 35 min 22 s \| \| \| 2.º \| Dries De Bondt \| Verandas Willems-Crelan \| + 0 s \| \| \| 3.º \| Jérôme Baugnies \| Wanty-Groupe Gobert \| + 0 s \| \| \| 4.º \| Jelle Wallays \| Lotto-Soudal \| + 0 s \| \| \| 5.º \| Dimitri Claeys \| Cofidis, Solutions Crédits \| + 0 s \| \| \| 6.º \| Jens Debusschere \| Lotto-Soudal \| + 0 s \| \| \| 7.º \| Mathias De Witte \| Verandas Willems-Crelan \| + 0 s \| \| \| 8.º \| Sebastian Langeveld \| EF Education First-Drapac \| + 0 s \| \| \| 9.º \| Tom Devriendt \| Wanty-Groupe Gobert \| + 0 s \| \| \| 10.º \| Marc Hirschi \| Development Team Sunweb \| + 0 s \| \| |                     |                            |                 |
| |                     |                            |                 |
| Fuente: ProCyclingStats |                     |                            |                 |
| Clasificación general |                     |                            |                 |
| Ciclista | Ciclista            | Equipo                     | Tiempo          |
| 1.º | Peter Schulting     | Monkey Town Continental    | 3 h 35 min 22 s |
| 2.º | Dries De Bondt      | Verandas Willems-Crelan    | + 0 s           |
| 3.º | Jérôme Baugnies     | Wanty-Groupe Gobert        | + 0 s           |
| 4.º | Jelle Wallays       | Lotto-Soudal               | + 0 s           |
| 5.º | Dimitri Claeys      | Cofidis, Solutions Crédits | + 0 s           |
| 6.º | Jens Debusschere    | Lotto-Soudal               | + 0 s           |
| 7.º | Mathias De Witte    | Verandas Willems-Crelan    | + 0 s           |
| 8.º | Sebastian Langeveld | EF Education First-Drapac  | + 0 s           |
| 9.º | Tom Devriendt       | Wanty-Groupe Gobert        | + 0 s           |
| 10.º | Marc Hirschi        | Development Team Sunweb    | + 0 s           |

## UCI World Ranking
La Tacx Pro Classic otorga puntos para el UCI WorldTour 2018 y el UCI World Ranking, este último para corredores de los equipos en las categorías UCI WorldTeam, Profesional Continental y Equipos Continentales. Las siguientes tablas son el baremo de puntuación y los corredores que obtuvieron puntos:
| Posición              | 1.ª | 2.ª | 3.ª | 4.ª | 5.ª | 6.ª | 7.ª | 8.ª | 9.ª | 10.ª | 11.ª | 12.ª | 13.ª-15.ª | 16.ª-25.ª |
| Clasificación general | 125 | 85  | 70  | 60  | 50  | 40  | 35  | 30  | 25  | 20   | 15   | 10   | 5         | 3         |

| 1.º  | Peter Schulting     | Monkey Town Continental    | 125 |
| 2.º  | Dries De Bondt      | Vérandas Willems-Crelan    | 85  |
| 3.º  | Jérôme Baugnies     | Wanty-Groupe Gobert        | 70  |
| 4.º  | Jelle Wallays       | Lotto Soudal               | 60  |
| 5.º  | Dimitri Claeys      | Cofidis, Solutions Crédits | 50  |
| 6.º  | Jens Debusschere    | Lotto Soudal               | 40  |
| 7.º  | Mathias De Witte    | Vérandas Willems-Crelan    | 35  |
| 8.º  | Sebastian Langeveld | EF Education First-Drapac  | 30  |
| 9.º  | Tom Devriendt       | Wanty-Groupe Gobert        | 25  |
| 10.º | Marc Hirschi        | Development Sunweb         | 20  |